# Passo Bordala
Il passo Bordala (1.250 m s.l.m., comune di Ronzo-Chienis) è un valico alpino delle Prealpi Gardesane Orientali in provincia di Trento. Il passo è attraversato dalla SP 88 della Val di Gresta, che mette in collegamento la SP 20 del Lago di Cei (e quindi l'omonimo lago) al paese di Ronzo-Chienis (1000 m s.l.m.) e successivamente alla strada statale 240 di Loppio e di Val di Ledro, nella località di Loppio, nel comune di Mori.
Dal passo Bordala si diramano numerosi sentieri di montagna, praticabili a piedi o anche in mountain bike: si trovano il sentiero che conduce al monte Stivo (2059 m), il sentiero per il monte Biaena (1700 m), per il monte Somator (1300 m) o sentieri che scendono verso la valle. Il tratto della SP 88 compreso tra il passo e il collegamento alla SP 20 è interdetto al transito di autoarticolati e di pullman, in quanto la sede stradale è di dimensioni alquanto ridotte.
Bordala è il nome con cui spesso viene fatto riferimento al piccolo altopiano che si trova nei pressi del passo, che alterna campi coltivati e faggete.

## Galleria d'immagini

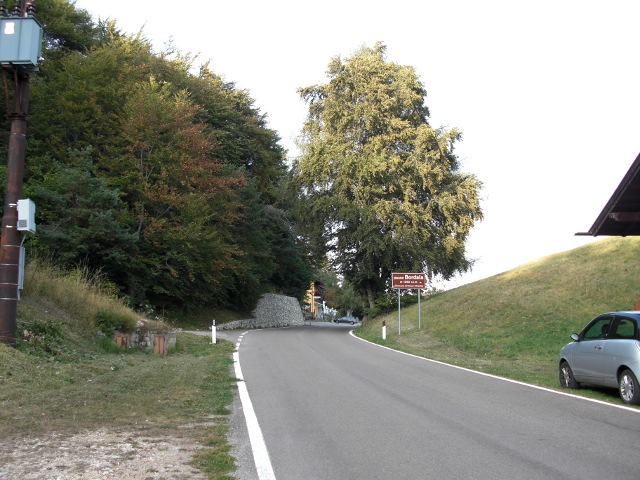
Arrivo al passo dal versante di Ronzo-Chienis
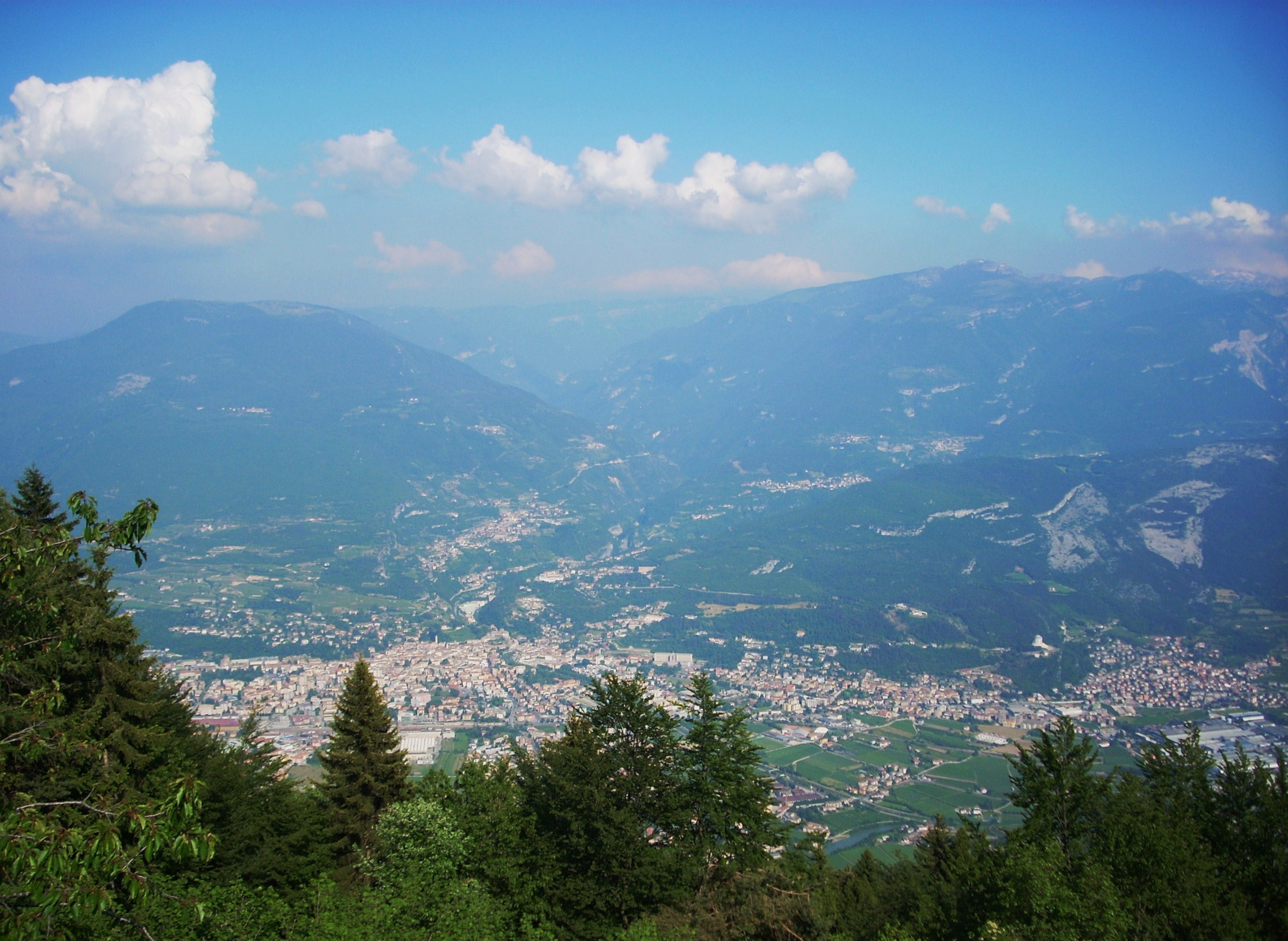
Panorama di Rovereto dalla Malga Somator, poco distante dal passo
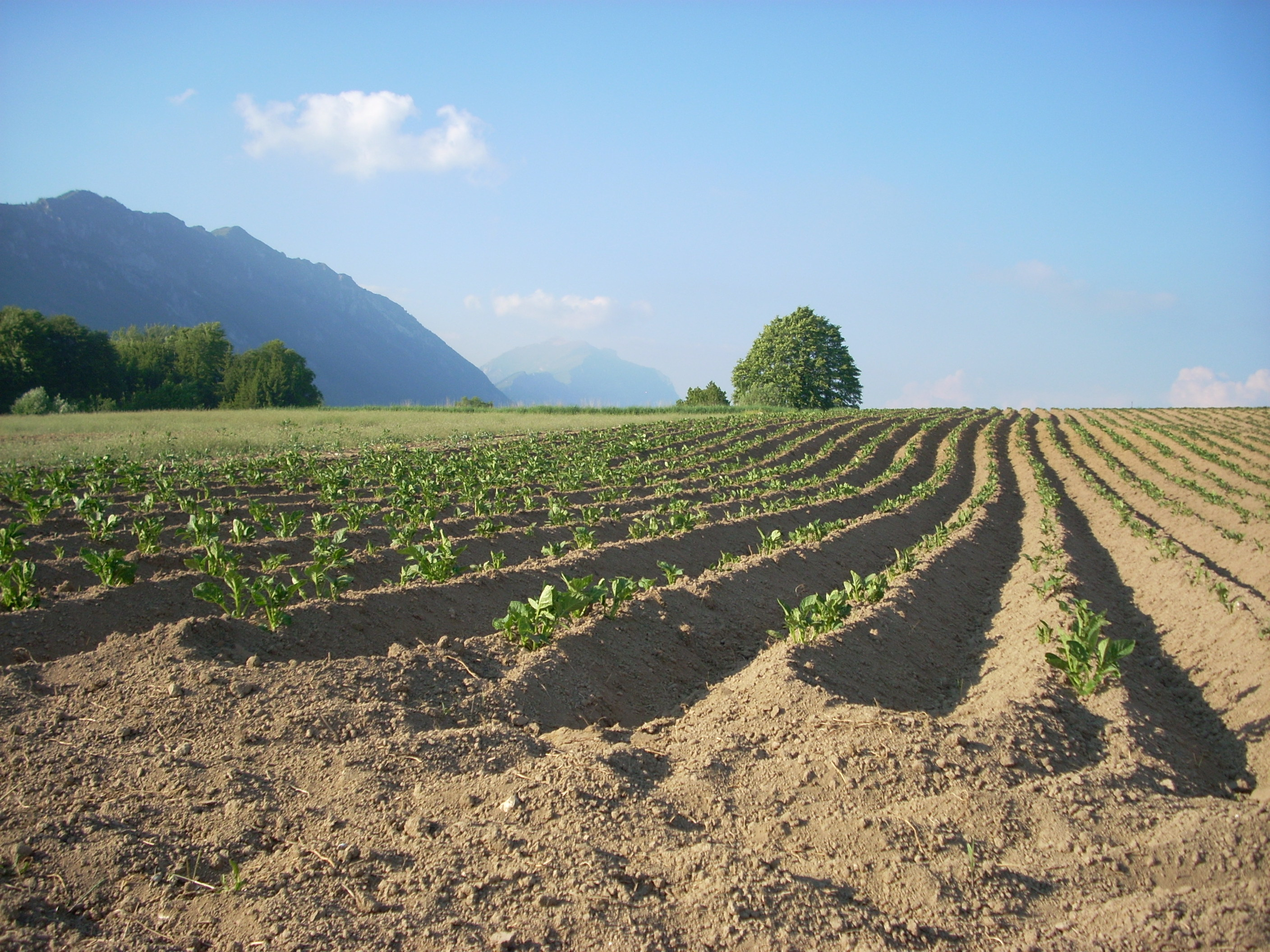
Campo coltivato sull'altopiano

## Location cinematografica
- La Dama Velata, serie televisiva